# Roger Ducos
Pierre Roger Ducos [pjer rožé dyko] (25. červenec 1747 Dax – 17. březen 1816 u Ulmu) byl francouzský politik, hrabě, direktor, konzul a francouzský pair.

## Život
Narodil se v Daxu v jihozápadní Francii (Landes) roku 1747. Poté, co vystudoval práva v Toulouse, zastával v Daxu místo soudce a byl dopisovatelem místních novin. V roce 1789, kdy král Ludvík XVI. svolal generální stavy, aby vyřešily státní krizi, byl Ducos zvolen do shromáždění generálních stavů. Po vypuknutí Velké francouzské revoluce se stal členem Národního shromáždění a poté i Národního konventu. V roce 1792 hlasoval pro smrt krále a stal se jedním z výrazných mužů jakobínského hnutí. Jakobínský teror však nijak nepodporoval ani neobhajoval, i přesto, že klubu jakobínů v roce 1794 krátce předsedal. Kvůli tomuto postoji byl téhož roku ušetřen pronásledování a soudu s jakobíny. Roku 1796 se stal členem Rady starších.
Roku 1799 byl zvolen direktorem, jedním z nejmocnějších mužů republiky. Ve stejný rok spolu se Sieyésem, Napoleonem Bonaparte a jinými zosnoval státní převrat proti direktoriu, které bylo svrženo a moc převzal konzulát. Ducos se stal jedním ze tří konzulů. Brzy však byli zvoleni noví konzulové a v jejich čele jako první konzul opět stanul Napoleon Bonaparte. Ducos se ovšem podruhé konzulem nestal a musel se spokojit s funkcí viceprezidenta senátu. Pro Napoleonovu vládu vypracovával zákony a staral se o právní záležitosti. V roce 1808 mu Napoleon udělil titul hraběte. Po Napoleonově abdikaci a po jeho návratu z Elby Ducos Napoleona podpořil a získal od něj titul paira. Po Waterloo byl Bourbony donucen opustit Francii a odešel do Německa, kde na cestě do Ulmu dne 17. března 1816 zemřel.